# Ruthton
Ruthton è un comune degli Stati Uniti d'America, situato nello Stato del Minnesota, nella Contea di Pipestone.